# Kenneth Smith (basketballer)
Kenneth "Speedy" Smith (Saint Petersburg, 28 januari 1993) is een Amerikaans basketballer.

## Carrière
Smith speelde oorspronkelijk American football als quarterback maar stapte over naar basketbal om de kans op een blessure te verkleinen. Smith speelde collegebasketbal voor de Louisiana Tech Bulldogs voordat hij zich kandidaat stelde in de 2015 NBA draft waar hij niet gekozen werd. Hij ging spelen voor BK VEF Riga voordat hij terugkeerde naar de Verenigde Staten. Waar hij ging spelen voor de Los Angeles D-Fenders van januari 2016 tot oktober 2017 en werd nadien geruild naar de Grand Rapids Drive voor een draft pick. In 2018 speelde hij in de NBA Summer League voor de Detroit Pistons en het jaar erop voor de New York Knicks. 
In 2019 keerde hij terug naar Europa en ging spelen voor het Hongaarse Szolnoki Olajbányász waar hij na een korte periode vertrok naar Spirou Charleroi. Na een seizoen in Charleroi tekende hij bij de Antwerp Giants waar hij na een half seizoen vertrok naar het Franse Limoges CSP waar hij werd aangetrokken als vervanger van DeMarcus Nelson. Hij vertrok aan het einde van het seizoen naar het Litouwse BC Rytas Vilnius waarmee hij landskampioen werd.
Voor het seizoen 2022/23 tekende hij een contract in Israël bij Hapoel Jeruzalem. In de zomer van 2023 verlengde hij zijn contract bij Jerusalem. In november 2024 verliet hij Jerusalem en tekende bij de Turkse eersteklasser Türk Telekom BK.

## Erelijst
- Litouws landskampioen: 2022